# Corneille Fieullien
Corneille Fieullien (Sint-Jans-Molenbeek, 18 augustus 1872 - Schaarbeek, 13 maart 1944) was een Belgisch volksvertegenwoordiger.

## Levensloop
Fieullien was handelaar.
In 1921 werd hij verkozen tot gemeenteraadslid van Schaarbeek.
In november 1918 werd hij katholiek volksvertegenwoordiger voor het arrondissement Brussel, in opvolging van de tijdens de oorlog overleden Edmond Nerincx en vervulde dit mandaat tot in 1919. Hij werd rechtstreeks verkozen voor hetzelfde mandaat en vervulde het tot aan zijn dood. In 1930-31 was hij secretaris van de Kamer en van 1931 tot aan zijn dood quaestor.
Vanaf 1934 was hij lid van het hoofdbestuur van de Katholieke Unie van België als afgevaardigde van het Verbond der Katholieke Verenigingen en Kringen en lid van de algemene vergadering als afgevaardigde van het arrondissementsverbond Brussel. Hij leidde de Propagandistenschool van de 'Fédération Démocratique Chrétienne' van het arrondissement Brussel.

## Publicatie
- La politique du Ravitaillement et ses consequences financières, Dison, z.d.